# Nasze zwierzaki
Nasze zwierzaki (ang. My Pet and Me) – brytyjski serial popularnonaukowy w Polsce emitowany na kanałach CBeebies, TVP ABC (z dubbingiem Studio Tercja z 15-minutowymi odcinkami). Na kanale CBeebies brytyjski serial emitowany jest od 2015 roku. W 2017 roku wyemitowano odcinek specjalny Arktyka z dubbingiem Studio Sonica.

## Fabuła
„Nasze zwierzaki” to brytyjski serial popularnonaukowy, wyprodukowany przez BBC. Każdy odcinek opowiada inną historię, ale każda jest o przyjaźni dziecka i zwierzątka. Zwierzę w domu to mnóstwo radości! Program pomaga uświadomić dzieciom, co naprawdę oznacza posiadanie zwierzęcia i zwraca szczególną uwagę na kwestie odpowiedzialności i troski o potrzeby czworonogów. Pokazuje również, że opieka nad zwierzakiem daje wiele przyjemności. Prowadzący program – Ferne Corrigan i Rory Crawford, doskonale znają się na zwierzętach. Na początku każdego spotkania jedno z nich odwiedza w domu dziecko i jego pupila.

## Obsada
- Fernie Corrigan - Fernie
- Rory Crawford - Rory[2]

## Wersja polska
W rolach głównych wystąpili:
- Maja Panicz – Ferne
- Marek Głuszczak – Rory

W pozostałych rolach:
- Mikołaj Mikołajewski – weterynarz Alec (odc. 40)
- Alicja Reszczyńska
- Tomasz Pionk
- Marcin Pionk
- Artur Blanik
- Małgorzata Rychlicka-Hewitt
- Małgorzata Musiała
- Jacek Labijak
- Krzysztof Grabowski

i inni
Opracowanie i realizacja wersji polskiej: Studio Tercja Gdańsk dla Hippeis Media International
Lektor tyłówki: Jacek Labijak

### Odcinek specjalnyArktyka
Opracowanie i udźwiękowienie wersji polskiej: Studio Sonica
Wystąpili:
- Aleksandra Radwan – Ferne
- Józef Grzymała – Rory
- Antoni Scardina – Jor
- Roman Szafrański – dziadek Jora
- Karolina Kalina-Bulcewicz – Katrin
- Józef Pawłowski